# Ameisenzikaden

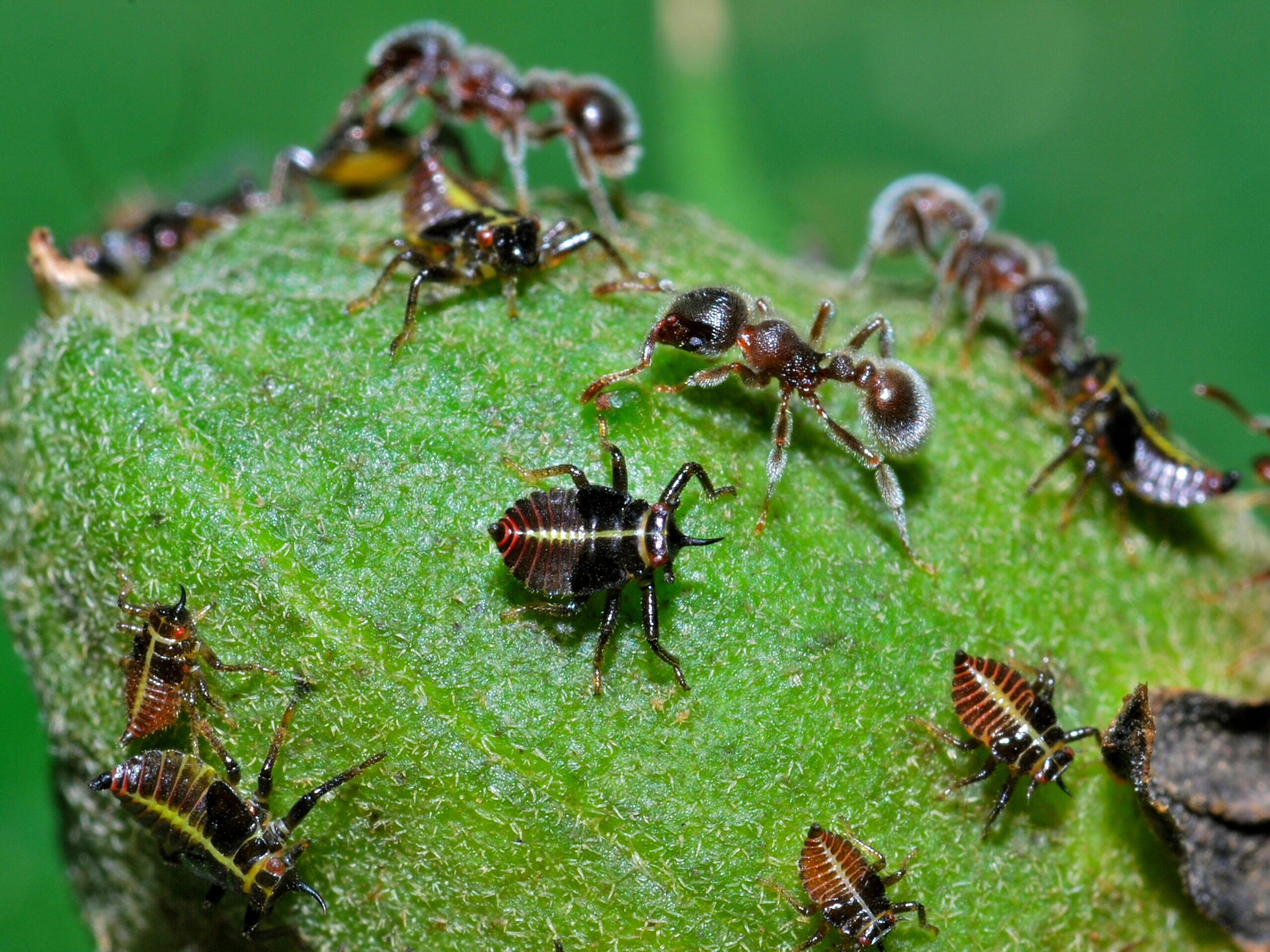
Zikadennymphen werden von Ameisen umsorgt; in Uganda

Die Ameisenzikaden (Tettigometridae) bilden eine eher artenarme Familie innerhalb der Spitzkopfzikaden. Ihre Verbreitung beschränkt sich vor allem auf die afrotropischen, paläarktischen und indomalayischen Regionen. Keine der weltweit etwa 120 Arten in zwölf Gattungen tritt auf dem amerikanischen Kontinent auf. In Europa kommt nur die Gattung Tettigometra mit 45 Arten vor, davon elf Arten in Mitteleuropa.

## Ameisenzikaden Deutschlands

### Lebensweise
Aus Deutschland sind lediglich acht Arten bekannt, allesamt der Gattung Tettigometra zugehörig. Der Name Ameisenzikade leitet sich von der Lebensweise der Tiere ab. Ähnlich wie die bekannteren Bläulinge lassen sie sich im Larvalstadium von Ameisen pflegen. Über die Lebensweise der einheimischen Ameisenzikaden ist ansonsten sehr wenig bekannt. Wahrscheinlich wachsen die Larven aller Arten in Ameisenkolonien heran und verlassen erst als adulte Formen den Bau. Deswegen sind sie auch nur schwer zu finden und gelten als äußerst selten. Seit einigen Jahrzehnten werden Ameisenzikaden auch immer seltener gefunden – vermutlich sind einige Arten im Begriff, auszusterben. So wurde Tettigometra leucophaea letztmals um 1970 nachgewiesen, war aber zuvor aus ganz Deutschland bekannt. Die genaue Ursache für das vermutete Aussterben bleibt im Dunkeln.

### Merkmale
Ein eher gedrungen, kompakter Habitus mit grüner, brauner oder schwarzer Färbung.

### Arten in Deutschland
- Pfaffenameisenzikade (Tettigometra macrocephala)
- Schwarze Ameisenzikade (Tettigometra atra)
- Mönchsameisenzikade (Tettigometra fusca)
- Gefleckte Ameisenzikade (Tettigometra griseola)
- Gemeine Ameisenzikade (Tettigometra impressopunctata)
- Schwarzgrüne Ameisenzikade (Tettigometra laeta)
- Punktierte Ameisenzikade (Tettigometra leucophaea)
- Grüne Ameisenzikade (Tettigometra virescens)